# Henry Nottidge Moseley
Henry Nottidge Moseley (Wandsworth, 14 de novembro de 1844 — 10 de novembro de 1891) foi um naturalista britânico.
Pai do físico Henry Moseley.
Dedicou-se ao estudo dos invertebrados como os perípatos, e a filogenia dos artrópodes, corais, moluscos, etc.

## Publicações selecionadas
Suas principais publicações são:
- On Oregon (1878).
- On the Structure of the Sylasteridae (1878).
- Notes by a Naturalist on the Challenger (1879).